# Anamaria Vartolomei
Anamaria Vartolomei (Bacău, 9 april 1999) is een Frans-Roemeens actrice.

## Biografie
Anamaria Vartolomei werd in 1999 geboren in Bacău (Roemenië) en heeft de Franse en Roemeense nationaliteit. Toen ze twee jaar oud was, emigreerden haar ouders naar Frankrijk om "haar een betere toekomst te geven". Ze werd toen toevertrouwd aan haar grootouders en voegde zich pas op zesjarige leeftijd bij haar ouders, die zich in Pantin hadden gevestigd. Haar vader was destijds bouwvakker en haar moeder, een gediplomeerd verpleegkundige in Roemenië, deed de huishouding.
Vartolomei schreef zich in voor theaterlessen als buitenschoolse activiteit op haar basisschool in Issy-les-Moulineaux. Deze ervaring gaf haar de smaak van acteren te pakken, en haar ouders moedigden haar in deze richting aan.

### Carrière
In 2011 nam de jonge Vartolomei deel aan de casting voor de film My Little Princess. Op tien-en-een-halfjarige leeftijd werd ze uit 500 kandidaten gekozen om een van de twee hoofdrollen te spelen, naast Isabelle Huppert. Deze eerste rol leverde haar een nominatie op voor de Lumière-filmprijs voor beste jong vrouwelijk talent.
In 2021 speelde Anamaria Vartolomei de hoofdrol in de film L'Événement, geregisseerd door Audrey Diwan, die de Gouden Leeuw won op het filmfestival van Venetië. Critici prezen haar prestaties: het dagblad Le Monde noemde haar bijvoorbeeld "uitzonderlijk" en Slate noemde haar "spectaculair". Dit succes vestigde haar als een van de veelbelovende jonge Franse actrices van haar generatie. Voor deze rol ontving ze in 2022 de Lumière voor beste actrice en vervolgens de César voor best jong vrouwelijk talent.
In 2024 speelde ze een hoofdrol in Le Comte de Monte-Cristo en in 2025 in L'Intérêt d'Adam.

## Filmografie
- 2025: L'Intérêt d'Adam - Rebecca
- 2025: Mickey 17 - Kai Katz
- 2024: Le Comte de Monte-Cristo - Haydée
- 2024: Traffic - Natalia
- 2024: Maria - Maria Schneider
- 2024: L'Empire - Jane
- 2021: L'Événement - Anne
- 2020: Just Kids - Lisa
- 2020: La Bonne Épouse - Albane
- 2017: L'Échange des princesses - Mademoiselle de Montpensier (Louise-Élisabeth)
- 2017: Le Semeur - Joséphine
- 2016: L'Idéal - Lena
- 2016: Éternité - Margaux (17-19 jaar)
- 2016: Ma révolution - Sygrid
- 2014: Jacky au royaume des filles - Zonia
- 2011: My Little Princess - Violetta Giurgiu

## Prijzen en nominaties
De belangrijkste:
| Jaar | Prijs         | Categorie                    | Film               | Uitslag     |
| ---- | ------------- | ---------------------------- | ------------------ | ----------- |
| 2022 | César         | Beste jong vrouwelijk talent | L'Événement        | Gewonnen    |
| 2022 | Prix Lumières | Beste actrice                | L'Événement        | Gewonnen    |
| 2012 | Prix Lumières | Beste jong vrouwelijk talent | My Little Princess | Genomineerd |